# François-Joseph Bosio
Pour les articles homonymes, voir Bosio.
François-Joseph Bosio, né à Monaco en 1768, et mort à Paris en 1845, est un sculpteur, peintre, dessinateur et graveur franco-monégasque.
Artiste néo-classique du Premier Empire et la Restauration, il fut également professeur de dessin à l'École polytechnique à Paris.

## Biographie

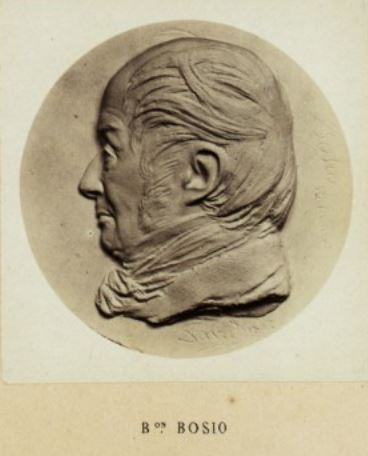
Bosion, médaillon de David d'Angers.

Né à Monaco, Bosio fut l'élève du sculpteur Augustin Pajou et travailla d'abord en Italie pour des églises, dans les années 1790. Il fut ensuite recruté par Dominique Vivant Denon en 1808 qui lui confia la réalisation de bas-reliefs pour la colonne de la Grande Armée, place Vendôme à Paris, et pour être le portraitiste de Napoléon Ier et de sa famille. Il exécuta ainsi un buste de l'impératrice Joséphine.
Il succéda à Félix Lecomte comme professeur à l'École des beaux-arts de Paris en 1816.
Bosio exécutera les allégories de La France et de La Fidélité pour le monument qu'avait conçu l'architecte Louis-Hippolyte Lebas pour le palais de Justice de Paris. Ce dernier sera inauguré en décembre 1822.
En 1821, Louis XVIII l'éleva au rang de chevalier de l'ordre de Saint-Michel. Il sculpta plus tard le Monument à Louis XIV pour la place des Victoires à Paris, puis il devint officier de la Légion d'honneur. Charles X en fit un baron en 1825. Il mourut à Paris en juillet 1845. Il est inhumé à Paris au cimetière du Père-Lachaise (45e division).
Il est le père de la salonnière Anaïs Bosio, marquise de La Carte, et de Victoire Bosio, épouse du lithographe et peintre André Amédée Charpentier (1822-1884).
Son frère, Jean François Bosio, (1764-1827), fut peintre. Son neveu, Astyanax-Scévola Bosio, (1793-1876), dit « Bosio Le Jeune » ou « Bosio neveu », fut lui aussi sculpteur.

## Distinctions
- Officier de la Légion d'honneur (14 janvier 1825)[6]
- Chevalier de l'Ordre de Saint-Michel (1821)

## Hommages
- Il existe une rue Bosio dans le 16e arrondissement de Paris.
- En 2018, une pièce de 2 euros a été gravée à son effigie par la principauté de Monaco pour le 250e anniversaire de sa naissance.

## Œuvres dans les collections publiques

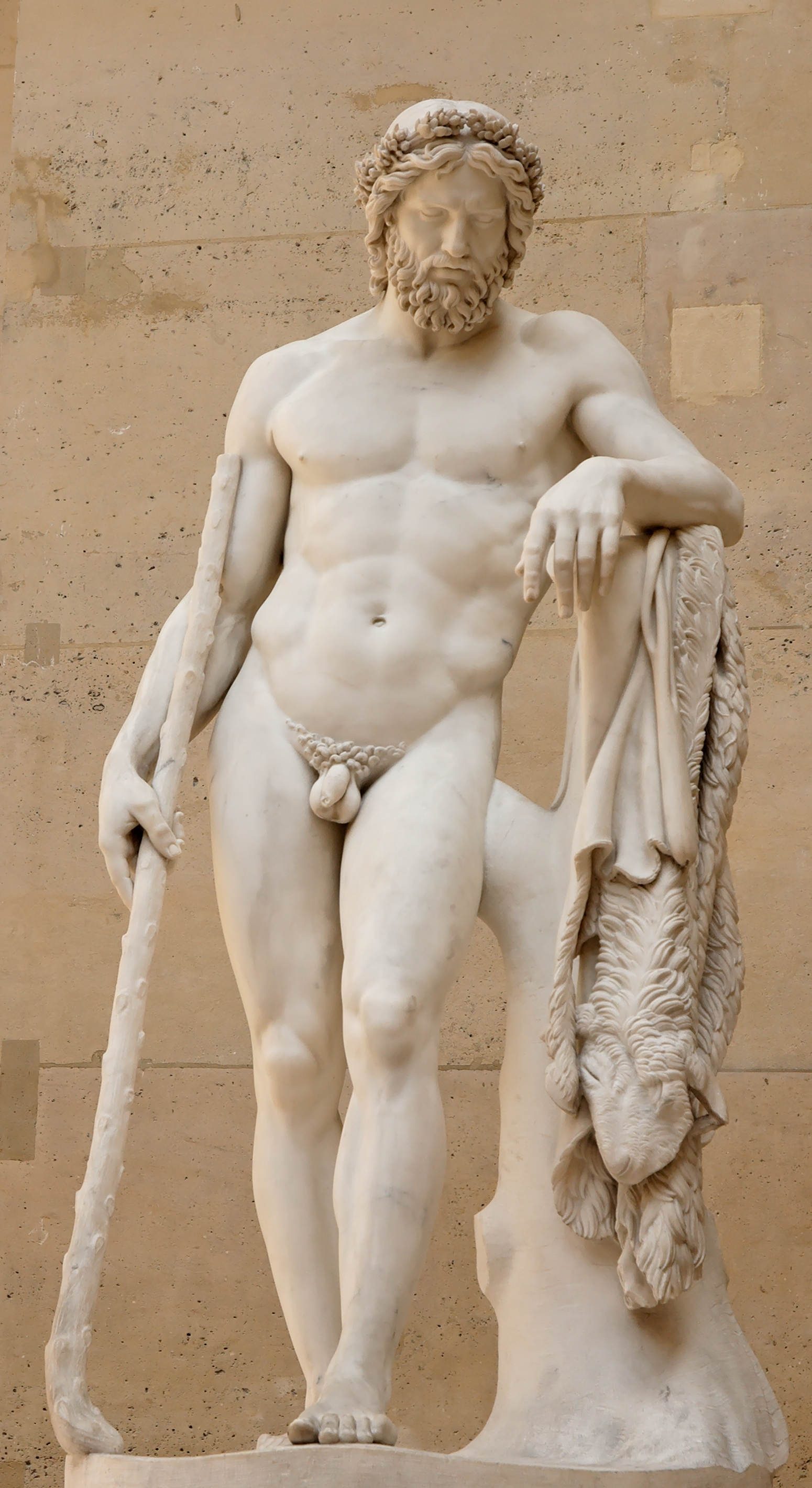
Aristée, dieu des jardins (1817), Paris, musée du Louvre.

### États-Unis
- Dallas, musée d'art de Dallas :
  - Catherine, princesse de Wurtemberg, vers 1810-1815, buste ;
  - L'Impératrice Marie-Louise, 1810-1815, buste ;
- New York, Metropolitan Museum of Art : La Reine Marie-Amélie des Français, 1841, buste ;

### France
- Boulogne-sur-Mer, musée de la Colonne : Statue de Napoléon Ier, 1840, bronze, destinée au sommet de la colonne de la Grande Armée, endommagée et remplacée par une autre statue en 1962, elle est toujours conservée dans un bâtiment du site[7] ;
- Dijon, musée des beaux-arts : Buste de l'impératrice Joséphine, 1810, plâtre peint ;
- Dreux, musée d'Art et d'Histoire : Buste de la reine Marie-Amélie, plâtre (dépôt du musée du château de Versailles) ;
- Lyon, Musée des Beaux-Arts :
  - Charles X, buste en bronze, 1825.
  - Charles X, buste en plâtre, 1822.
- Paris : 
  - Chapelle expiatoire : Apothéose de Louis XVI (1816-1835) ;
  - Jardin des Tuileries, arc de Triomphe du Carrousel : La Paix conduite sur un char de triomphe, 1828, groupe sommital en bronze ;
  - Musée du Louvre :
    - Aristée, dieu des jardins, Salon de 1817, statue en marbre[8] ;
    - Hyacinthe (Salon de 1817), statue, marbre[9] ;
    - Hercule combattant Acheloüs transformé en serpent (1824), groupe en bronze ;
    - La Nymphe Salmacis (1826), statue en marbre[10] ;
    - Portrait de Charles X, buste en bronze[11] ;
    - Portrait de la Duchesse d'Angoulême, 1825, buste ;
    - Henri IV enfant (1824), statue en pied, argent fondu et martelé[12] ;
    - La Reine Marie-Amélie, 1843, statue en pied, modèle en plâtre[13] ;

  - Palais Bourbon : Statue de Maximilien Sébastien Foy, salon Casimir-Perier ;
  - Palais de Justice, salle des pas-perdus : La France et La Fidélité, statues en marbre ;
  - Palais de la Légion d'honneur, salle à manger : Henri IV, enfant, statue en bronze (fonte Carbonneaux) ;
  - Place des Victoires : Monument à Louis XIV, 1822, statue équestre en bronze. Le Passage du Rhin et Louis XIV distribuant des récompenses militaires, bas-reliefs ornant le piédestal. Commandés par Louis XVIII, Carbonneaux en réalise la fonte en 1819 ;
- Pau, Musée des Beaux-arts : Henri IV enfant, 1823, marbre ;
- Versailles, château, galerie de pierre (1er étage aile du Midi) : Marie-Amélie, 1839, buste;

### Russie
- Saint-Pétersbourg, musée de l'Ermitage : Cupidon archer, statue en marbre.

### Monaco
- Nouveau Musée national de Monaco

## Galerie

Œuvres de François-Joseph Bosio
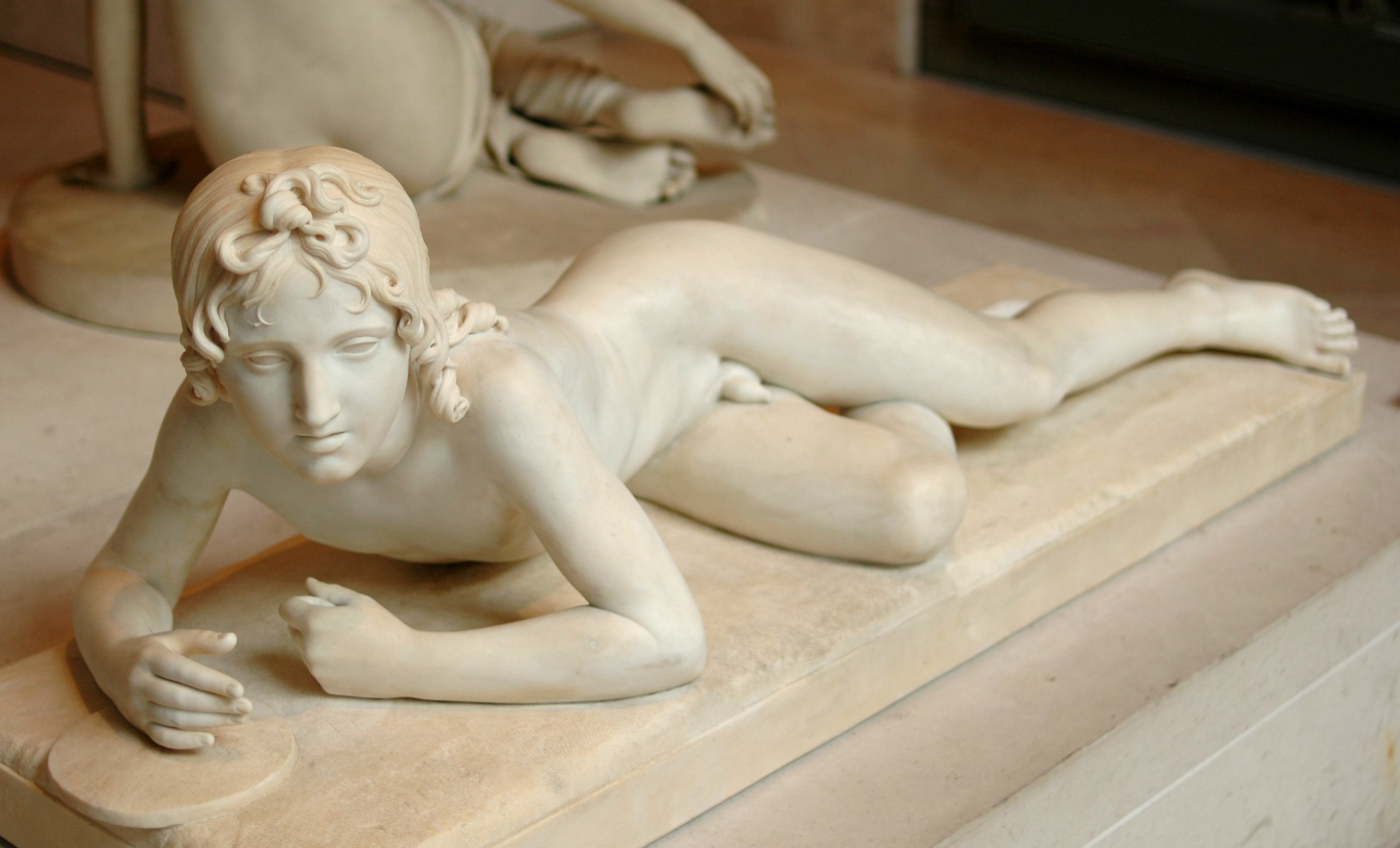
Hyacinthe (1817), Paris, musée du Louvre.
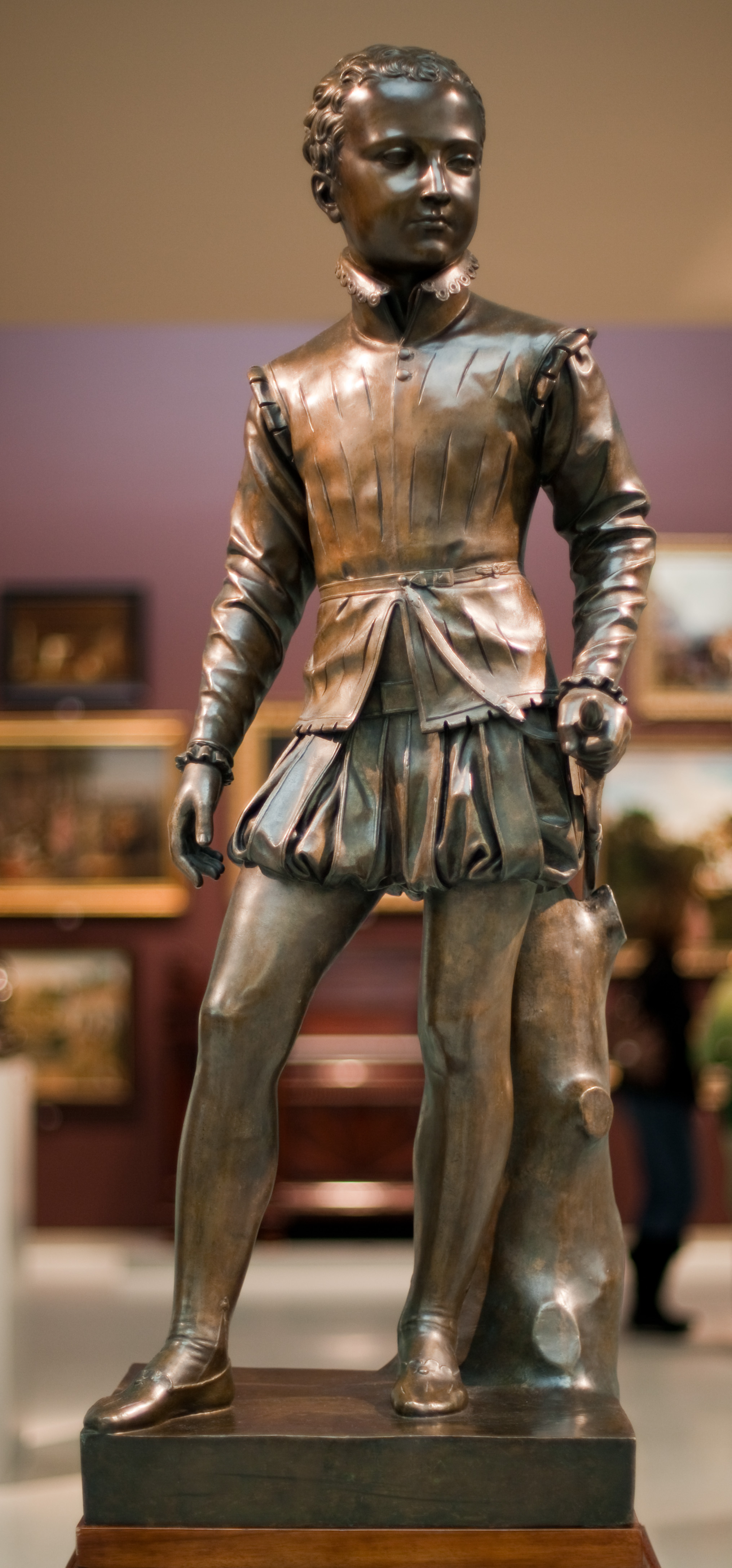
Henry IV enfant (1822), Pittsburgh, Carnegie Museum of Art.
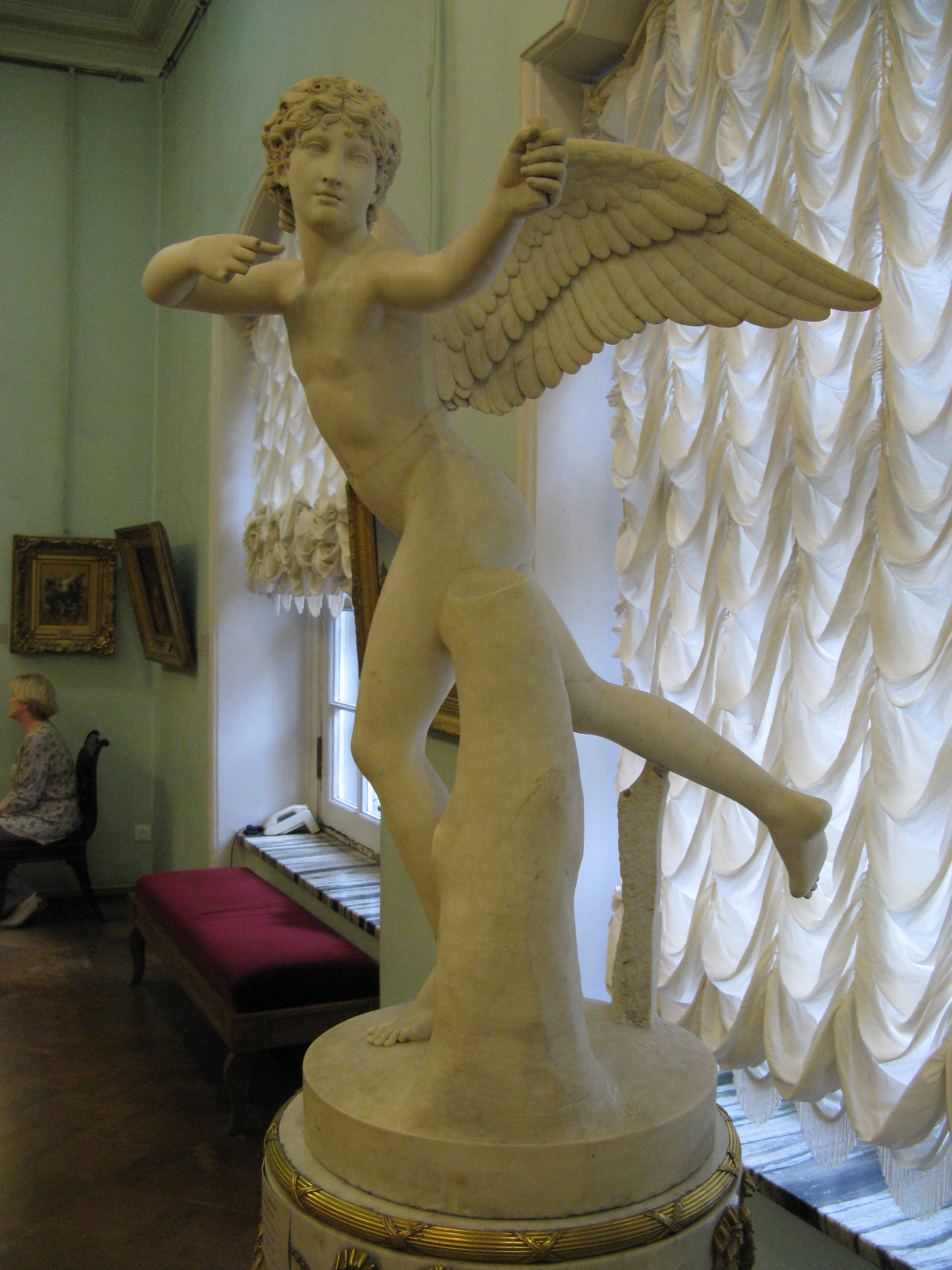
Cupidon archer, Saint-Pétersbourg, musée de l'Ermitage.
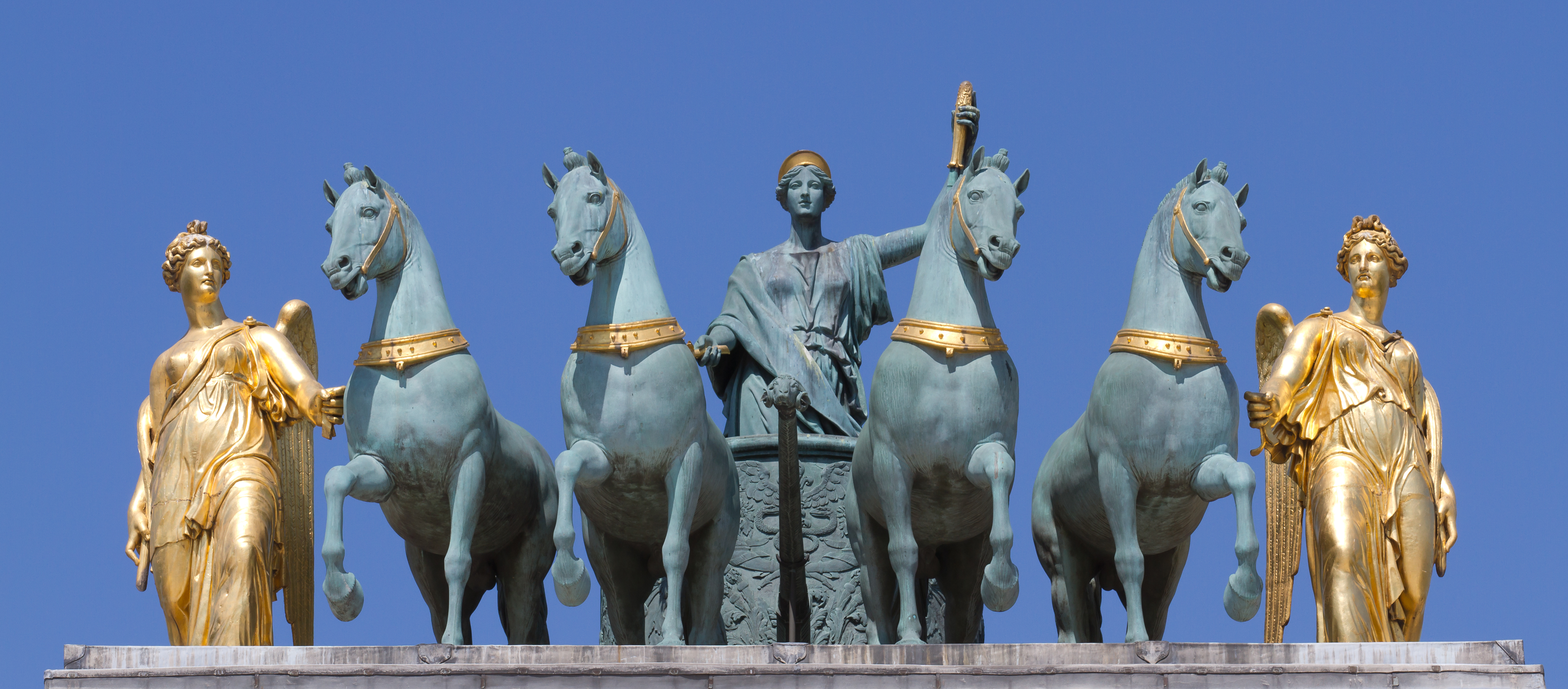
La Paix conduite sur un char de triomphe (1828), Paris, jardin des Tuileries, arc de Triomphe du Carrousel.
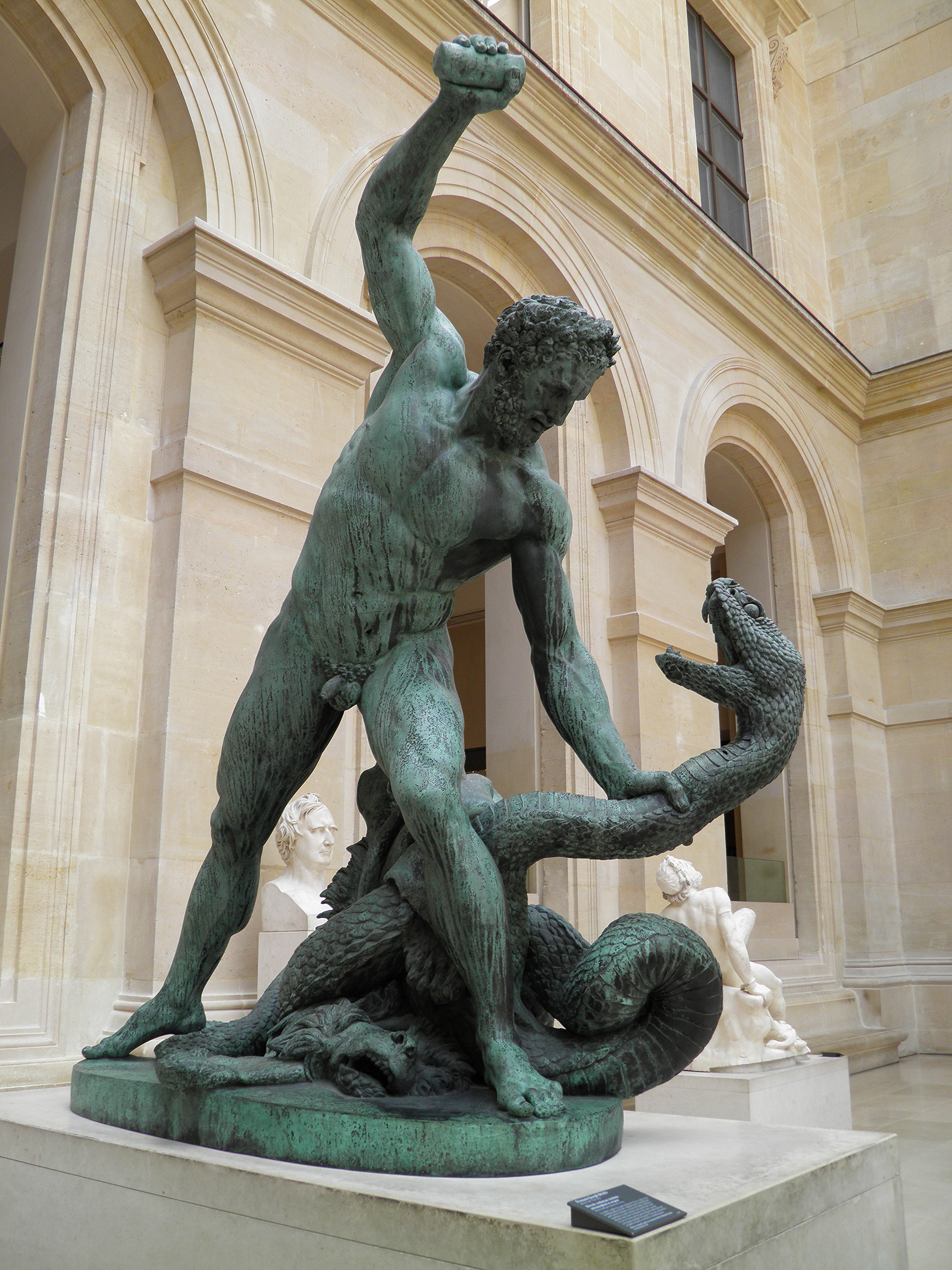
Hercule combattant Acheloüs transformé en serpent (1824), Paris, musée du Louvre.
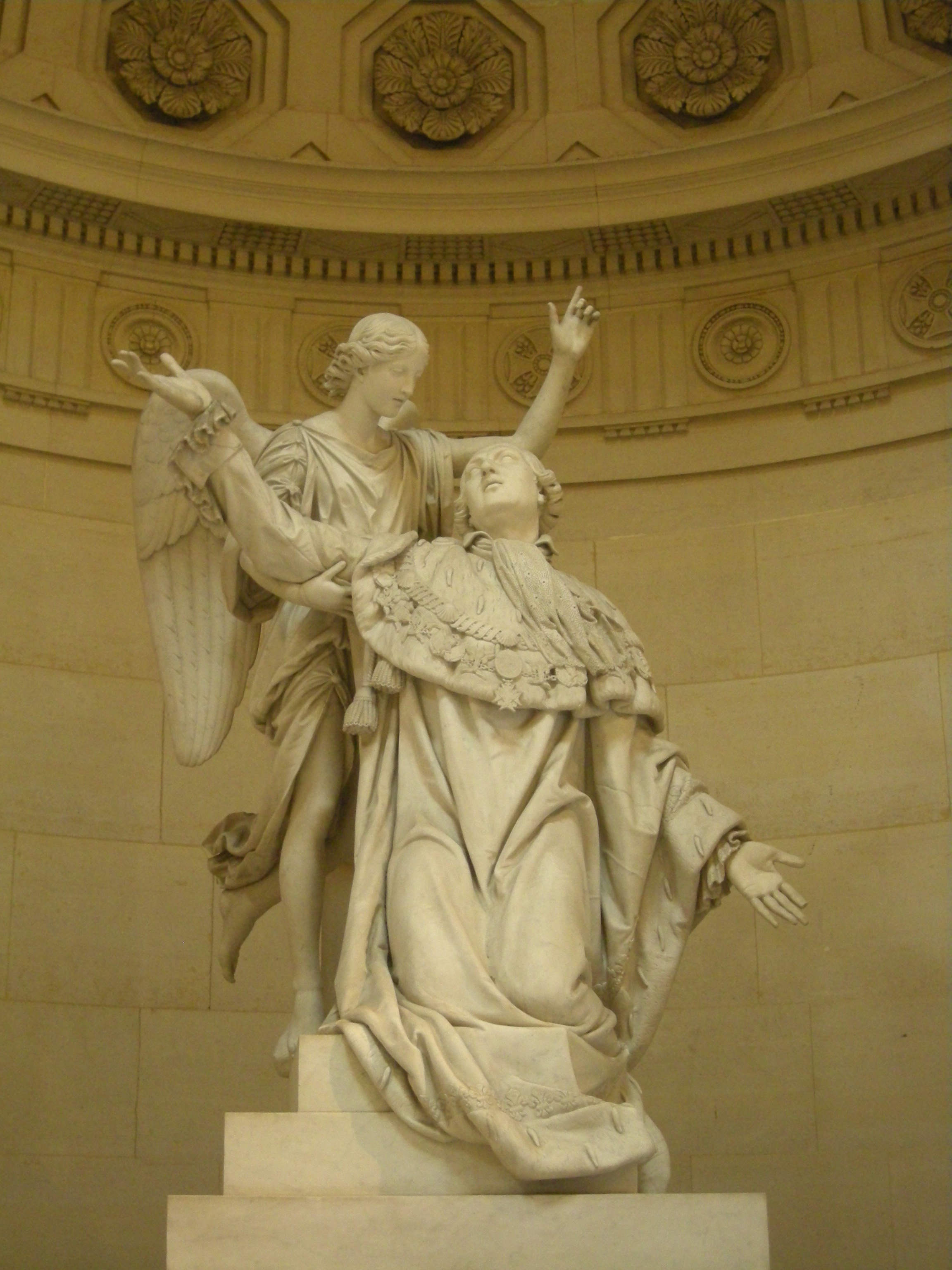
Apothéose de Louis XVI (1816-1835), Paris, chapelle expiatoire.
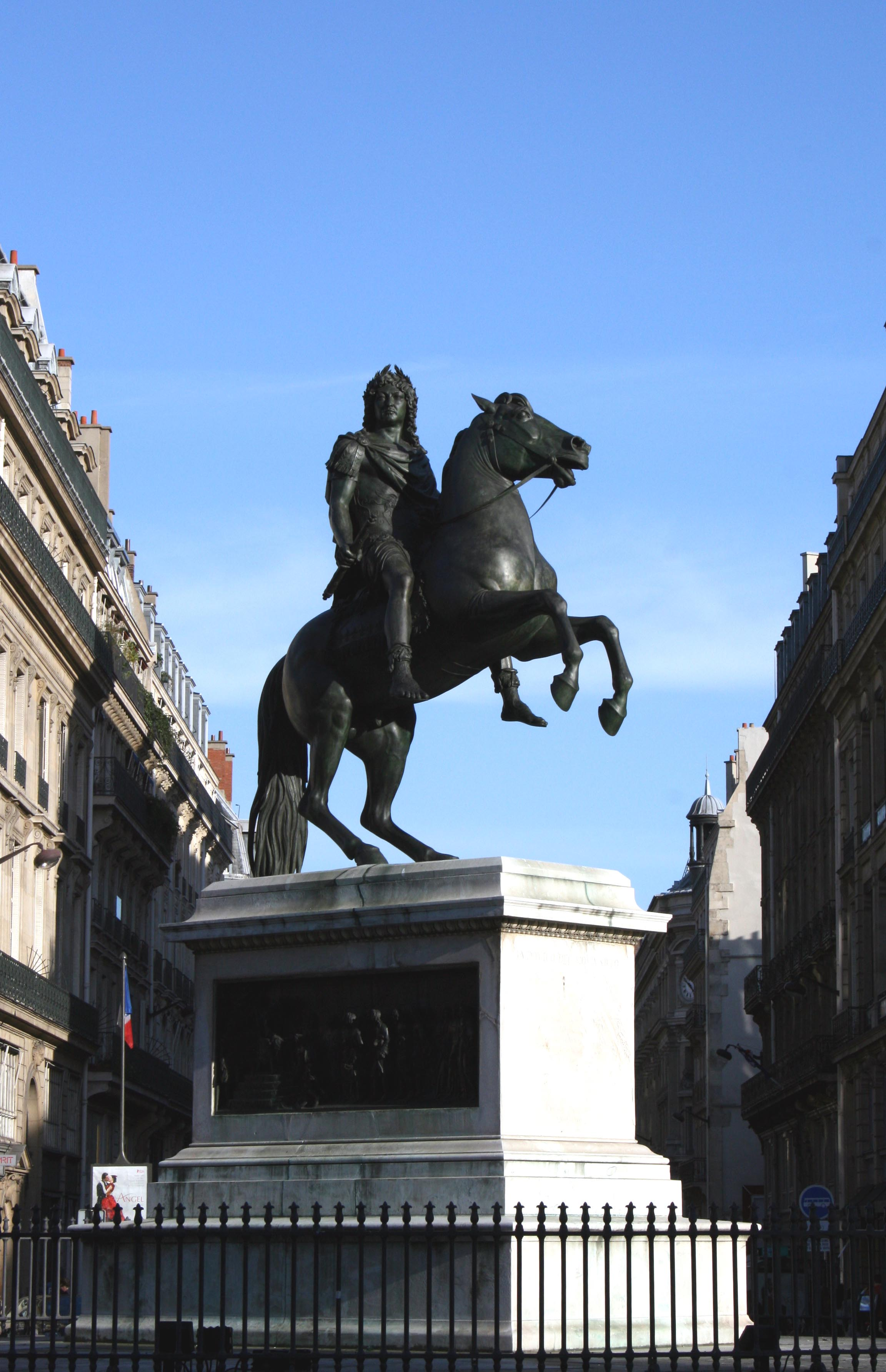
Monument à Louis XIV (1822), Paris, place des Victoires.
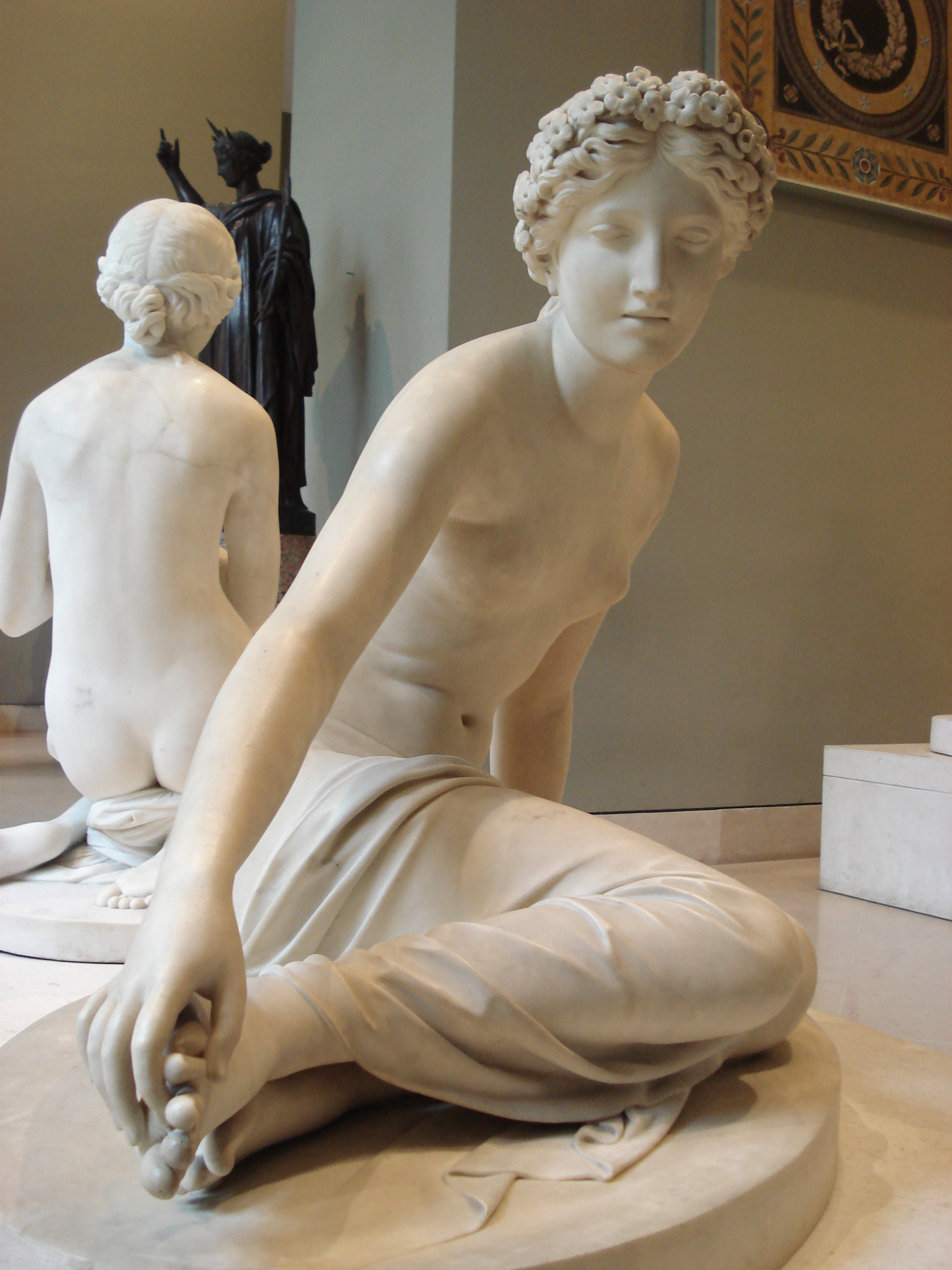
La Nymphe Salmacis (1826), Paris, musée du Louvre.

## Élèves
- Antoine-Louis Barye en 1818-1820[14], second prix de Rome de sculpture en 1820 ;
- Isidore Hippolyte Brion (1799-1863), en 1817-1819 ;
- Georges-Philippe Clésinger
- Paul-Hubert Colin ;
- Xavier Corporandi
- Antoine Laurent Dantan (1798-1878) ;
- Jean-Pierre Dantan (1800-1869) ;
- Louis Desprez, en 1817-1819 ;
- Jacques-Augustin Dieudonné (1795-1873), en 1817-1819 ;
- Daniel Ducommun du Locle (1804-1884) ;
- Francisque Duret (1804-1865) ;
- Antoine Étex (1808-1888), en 1823, second prix de Rome en 1832 ;
- Philippe Grass (1801-1876), de 1820 à 1823 ;
- Georges Jacquot, entré à l'école en 1813 ;
- Justin-Marie Lequien (1796-1881), de 1816 à 1819 ;
- Carlo Marochetti (1805-1867) ;
- Péry, de 1817 à 1820 ;
- Nicolas Raggi (1790-1862).